# 직병렬 하이브리드
-직병렬 하이브리드-

•개념
자동차에 있어서 하이브리드 구동 방식은, 충전을 하여 사용하는 플러그 인 하이브리드와 모터가 보조 역할만을 담당하는 마일드 하이브리드가 아닌 이상 정통적인 하이브리드는 세 종류로 나뉘어진다.  
첫번째는 직렬, 두번째가 병렬, 마지막은 직병렬 방식이다. ( 이 중 직병렬 하이브리드는 말 그대로 직렬과 병렬을 혼합한 것이다. 다른 말로 풀 하이브리드라고 칭하기도 한다. )    
먼저, 하이브리드는 내연기관(엔진)과 전기모터가 자동차를 움직이는 동력원으로 함께 쓰이는 구동 방식이라는 개념을 알고 있어야한다. 
이에 대한 종류로 직렬형은 엔진과 전기모터 그리고 배터리가 하나의 회전축에 존재한다.  
그리고 엔진은 배터리를 충전하는 발전기 용도로만 사용한다.  

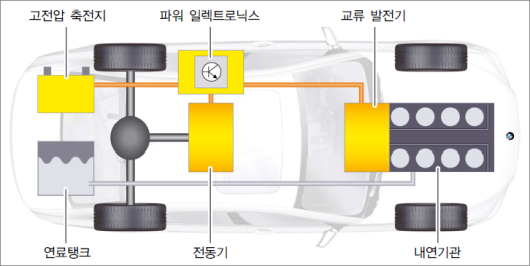

* 참조 사진을 보면 바퀴가 돌아가는 회전축은 전기모터만(위의 사진의 경우 파워 일렉트로닉스가 이에 해당한다.)으로 구성된 것을 볼 수 있다. 
(출처: BMW KOREA) 

그리고 병렬형의 경우, 두개의 회전축이 존재하며 하나에는 엔진, 다른 하나에는 전기모터가 배치되어 있는것이 전형적인 구조이다. 직렬형과는 다르게 엔진과 모터가 힘을 합하여 모두 동력원으로 쓰일 수 있으나, 엔진은 동력원으로 쓰임과 동시에 발전기 역할을 하진 못한다. 

(출처: BMW KOREA) 

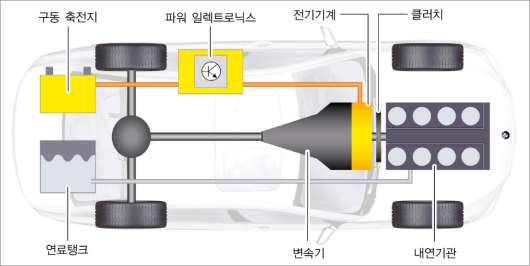

이에 대한 차이를 두는 것이 바로 직병렬 하이브리드이다. 직병렬형은 하나의 축에는 전기모터와 엔진이 함께 배치되며 나머지 하나에는 전기모터만으로 구성된다. 직렬형처럼 모터만으로 주행이 가능하기도 하고, 병렬형처럼 엔진만으로, 또는 엔진과 모터 동시에 주행할 수 있다. 두개의 모터가 들어가서 하나는 발전기(Generator), 하나는 주행용 모터(Motor)로 사용한다. 또한, 직병렬형은 전기모터를 동력원으로 사용중에도 엔진을 작동시켜 배터리를 충전할 수 있다는 것이 병렬형과의 차이점이기도 하다. 
(단지 모터가 2개가 들어간다고 해서 직병렬 하이브리드라고 할 수 없다. 병렬형의 경우에도 모터를 두개로 구성할 수 있기 때문이다.) 

•예시

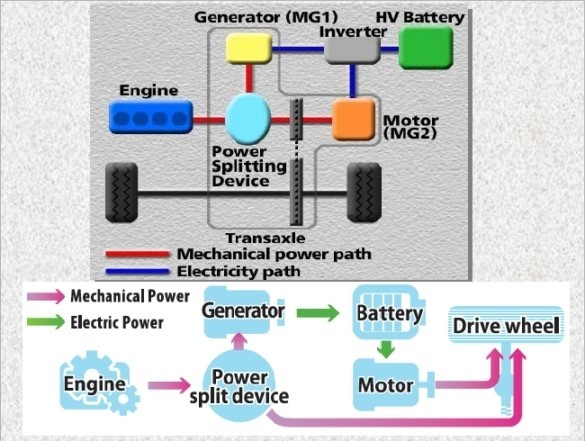

도요타의 Full Hybrid가 위의 내용에 대한 예시가 될 수 있겠다. 도요타의 경우 MG1, MG2를 포함한 두개의 전기모터와 하나의 엔진이 서로 맞물려 작동한다. MG1은 엔진과 함께 구동되며 MG2는 독립적으로 구동함으로써 전기의 힘으로만 차량의 동력 만들어낼 수 있다. 그러나 도요타의 Full-Hybrid의 경우 직렬형과 병렬형의 Mild-Hybrid와는 달리 변속기가 존재하지 않다. 따로 Power Split Device라는 장치가 이 역할을 하며 정확히는 동력 배분 장치로 보면 되겠다.  

출처: Toyota  
(위 사진을 보아 하나의 모터는 독립적으로 배치되어 있으며 나머지 하나는 엔진과 연결되어 있는 것을 확인할 수 있다. Toyota의 경우 Power Split Device라는 장치를 통해 엔진의 일부 동력을 발전기로 사용 가능하게끔 동력을 분배해주는 시스템이다.) 

•참조문헌
- [현대자동차 하이브리드 동력시스템 소개, 김철수, 한국자동차공학회]
- [하이브리드자동차 시스템의 지배적 디자인 출현에 관한 분석 연구, 박주형 외 2, 경성대학교]
- [Power-split 하이브리드 자동차 용 학습 기반 동력분배 제어기 설계, 김주희, 한국자동차공학회]